# Цензура Википедии

Страны, где Википедия сейчас заблокирована
Страны, где Википедия ранее блокировалась
Страны, в которых содержимое Википедии ранее подвергалось государственной цензуре

Цензура Википедии есть или была во многих странах (Иране, Пакистане, Саудовской Аравии, Сирии, Таиланде, Тунисе, Турции, Узбекистане, и в других).
Ниже перечисляются некоторые случаи применения цензурных ограничений в отношении Википедии вышестоящими органами или организациями разных стран.

## Инциденты

### Великобритания
В декабре 2008 года британская неправительственная организация Internet Watch Foundation (IWF) добавила в свой чёрный список статью Virgin Killer из-за содержавшегося в ней изображения обложки музыкального альбома с обнажённой несовершеннолетней. Из-за этого статья оказалась недоступной для просмотра многими пользователями провайдеров, подключённых к системе Cleanfeed. На большой части Великобритании Википедия оказалась недоступной для редактирования из-за методов, использованных IWF для блокирования изображения. Спустя три дня, в результате последовавшего обсуждения с фондом Викимедиа и недовольства пользователей, IWF решила разблокировать изображение. Блокировка продлилась 3 дня.

### Иран
В Иране заблокированы несколько страниц персидской и англоязычной Википедий, посвящённых сексуальной и политической тематике. В 2006 году на протяжении нескольких месяцев была заблокирована курдская Википедия.

### Китай
В Китае доступ к Википедии блокируется целиком или частично периодически с 2004 года.

### Пакистан
31 марта 2006 года, в разгар «карикатурного скандала» на семь часов был заблокирован весь домен Википедии. Также на несколько дней в мае 2010 года был заблокирован английский раздел из-за противоречивой, по мнению властей Пакистана, информации об акции «день, когда каждый рисует Мухаммеда».

### Россия
- С 2012 года в Единый реестр запрещённых сайтов федеральной службы по надзору в сфере связи, информационных технологий и массовых коммуникаций было внесено несколько статей русскоязычной Википедии (часть статей убрана из реестра, блокировки фактически не вводились).
- В 23:54 24 августа 2015 года по московскому времени статья Чарас была согласно решению суда добавлена в список блокируемых сайтов, предназначенный для провайдеров. Некоторые провайдеры заблокировали домен целиком из-за технической невозможности блокировки отдельных страниц, часть проигнорировали это требование или не успели его удовлетворить. В 8:00 следующего дня статья была исключена из Единого реестра запрещённых сайтов на основании проведённой ФСКН экспертизы.
- В российском школьном сегменте Интернета русскоязычная Википедия блокируется фильтром «Интернет-Цензор», работающим по принципу «белого списка», то есть блокирующим весь Интернет, кроме разрешённого списка сайтов.

### Саудовская Аравия
11 июля 2006 года по решению правительства Саудовской Аравии за содержание сексуального и политического характера были заблокированы Google и весь домен Википедии.

### Сирия
В Сирии начиная с 30 апреля 2008 года и заканчивая 13 февраля 2009 был заблокирован арабский языковой раздел Википедии, в то время как другие разделы оставались доступными.

### Таиланд
Большинство провайдеров Таиланда на протяжении нескольких лет, с октября 2008 года по апрель 2013, по причине оскорбления величества блокировали доступ к статье о короле Пхумипоне Адульядете.

### Тунис
С 23 по 27 ноября 2006 года в Тунисе не был доступен весь домен Википедии.

### Узбекистан
Узбекская Википедия полностью блокировалась дважды в 2007 и 2008 годах, но на небольшие сроки. При попытке зайти в раздел пользователи перенаправлялись на ресурс msn.com, принадлежащий компании Microsoft. Другие разделы оставались доступными.

### Франция
В апреле 2013 года внимание главного управления внутренней разведки привлекла статья о военной радиостанции Пьер-сюр-От. Управление настояло на удалении статьи, которая позже была восстановлена и переведена на множество других языков.

### Португалия
В августе 2025 года по распоряжению Верховного суда Португалии в английском и португальском языковых разделах Википедии была частично отцензурирована статья о португальском бизнесмене Сезаре Ду Пасу.

## Хроника событий
Первой страной, которая ввела государственный контроль над Википедией, стал Китай. Википедия на китайском языке была запущена в мае 2001 года. Впервые доступ к Википедии на территории Китая был закрыт 3 июня 2004 года, к 15-летию событий на площади Тяньаньмэнь 4 июня 1989 года.
22 июня 2004 года доступ к Википедии в Китае был восстановлен без объяснения причин, однако вскоре снова был закрыт по неизвестным/неясным причинам в сентябре того же года, сроком на четыре дня.
В октябре 2005 года Википедия в КНР снова была заблокирована, поводом стало «искажение образа КНР» в её споре с Китайской республикой (Тайвань).
В августе 2015 года Роскомнадзор России внёс статью русской Википедии «Чарас» в т. н. Единый реестр запрещённых сайтов и временно заблокировал проект на территории России, однако позже отменил своё решение.
29 апреля 2017 года все языковые версии Википедии были заблокированы на всей территории Турции по административному распоряжению властей, причём блокировка была осуществлена во внесудебном порядке, на основании закона № 5651 о запрете пользования сайтами, «которые публикуют непристойности или же представляют угрозу национальной безопасности». Министерство связи Турции пояснило, что Википедия была заблокирована в связи с тем, что она «стала частью клеветнической кампании против Турции на международной арене». Джимми Уэйлс в связи с этими событиями заявил, что он всегда будет поддерживать турецкий народ и его борьбу за реализацию права на доступ к информации — одного из фундаментальных прав человека.

## Цитата
Лидер мирового вики-движения Джимми Уэйлс, комментируя действия российских властей в 2013 году, высказал следующую позицию:

По моему мнению, блокировки всегда предпочтительнее, чем сотрудничество с цензорами. Важно понять, что страх полномасштабных блокировок проекта основывается на том, что некоторые (надо полагать, небольшие) интернет-провайдеры, неспособные по техническим причинам заблокировать страницы определённых статей, начнут блокировать Википедию целиком, ссылаясь на законы своей страны. Поверьте мне, те провайдеры, которые начнут блокировать сайт целиком, тогда как другие — только определённые страницы, будут терять клиентов очень-очень быстро. Мы не слабы — мы очень сильны. Подчиняться давлению слабых и трусливых политиков — тех, которые боятся распространения знаний, — это не путь Википедии.
Оригинальный текст (англ.)For me, being blocked is always preferable to collaborating with censors. It's important to understand that the fear of site-wide blocking is based in concerns that some (smaller, presumably) ISPs may lack sufficient technical resources to block individual pages, forcing them to block the entire site to comply with the law. Believe me, if those ISPs block the entire site, while other ISPs only block specific pages, the ones which block all of Wikipedia will lose customers very very quickly. We are not weak, we are very powerful. Catering to the demands of weak and cowardly politicians - the kind who fear the spread of knowledge - is not the Wikipedia way.
— Джимми Уэйлс